# Дерев'янченко Сергій В'ячеславович
Сергій В'ячеславович Дерев'янченко (нар. 31 жовтня 1985, Феодосія, АР Крим, УРСР) — український професійний боксер, чемпіон України, бронзовий призер чемпіонату світу 2007 року, учасник Олімпійських ігор 2008 (9 місце у середній ваговій категорії) та Світової серії боксу (WBS).

### Життєпис
Народився у Феодосії. Захоплювався силовими видами спорту. Коли Сергій вчився в п'ятому класі, батько, в минулому боксер, кандидат в майстри спорту відвів його до свого тренера Володимира Єфімова.
Коли Дерев'янченко виступав за кадетську збірну України, його побачив тренер Сергій Корчинський, який запропонував переїхати до Миколаєва, де є один з кращих в Україні клуб боксу «Миколаїв».
Закінчив Миколаївське вище училище фізичної культури і факультет фізвиховання Миколаївського національного університету імені В. О. Сухомлинського.

## Аматорська кар'єра
У 10 років Сергій почав займатися боксом у рідному місті Феодосія.
У 11 років посів друге місце на дитячому чемпіонаті України.
2000 рік — посів перше місце на дитячому чемпіонаті України.
2001 рік — у віці 15 років на чемпіонаті Європи серед кадетів у Ліверпулі посів перше місце.
2002 рік — виграв чемпіонат Європи серед юнаків, що проходив у Львові.
2003 рік — на аналогічному чемпіонаті посів третє місце.
У 2005, 2007—2010 — чемпіон України.
2005 рік — учасник загальнокомандного кубка світу в Москві. Учасник кубку світу в Китаї. Учасник чемпіонату світу 2005 року, програв у першому турі кубинцеві Ерісланді Лара.
2007 рік — бронзовий призер чемпіонату світу в Чикаго, програв у півфіналі росіянину Матвію Коробову.
2008 рік — учасник Олімпіади в Китаї, Пекін. Програв у другому поєдинку кубинцеві Еміліо Корреа.
2009 рік — учасник чемпіонату світу в Мілані, в одному з поєдинків переміг відомого турецького боксера Адема Кіліччі.
2009 рік — Чемпіон президентського кубку AIBA.
Також на аматорському ринзі зустрічався з ірландцем Дарреном О'Нілом і індусом Віджендером Сінґхом.

## Напівпрофесійна ліга
У 2010 році взяв участь у новоствореній напівпрофесійній Світовій серії боксу. У першому сезоні виступав під українським прапором у складі італійської команди Міланські Громи (англ. Milano Thunder). Переміг у всіх шести поєдинках у яких узяв участь.
У другому сезоні також виступав за італійську команду. У 3-му та 4-му сезоні Світової серії боксу виступав у складі казахстанської команди Astana Arlans.
Єдину поразку у напівпрофесійній лізі зазнав у третьому сезоні від аргентинського боксера Браяна Кастаньйо.

## Професіональна кар'єра
На професіональному ринзі дебютував у червні 2014 року у середній ваговій категорії, під патронатом американського промоутера Лу ДіБелли.
Сергій провів два успішних двобої та у жовтні 2014 року підписав контракт з боксерським  функціонером-''радником'' Елом Хеймоном.
Після чотирьох переможних боїв Дерев'янченко 11 квітня 2015 року зустрівся з мексиканцем Аланом Кампом, перемігши його нокаутом у 4-му раунді. А 7 серпня Сергій переміг за очками колишнього претендента на титул чемпіона світу американця Елвіна Аяли.
21 червня 2016 року Дерев'янченко зустрівся з екс-чемпіоном світу у середній вазі 42-річним австралійцем Семом Соліманом. Дерев'янченко володів перевагою з початку бою, тричі відправляв суперника на підлогу рингу та здобув дострокову перемогу технічним нокаутом (TKO) у другому раунді.                                                                                         Після перемоги над Соліманом і наступних перемог послідовно над Кемалом Расселом з Ямайки, Туреано Джонсоном з Багамських островів і американцем Дашоном Джонсоном Дерев'янченко здобув статус обов'язкового претендента на бій з чемпіоном світу по версії IBF у середній ваговій категорії, яким був на той час Головкін Геннадій, але той відмовився від бою з Сергієм, за що був позбавлений титулу чемпіона по версії IBF.

### Дерев'янченко проти Джейкобса
27 жовтня 2018 року у Нью-Йорку відбувся бій за вакантний титул чемпіона світу по версії IBF між Сергієм Дерев'янченко і американцем Даніелем Джейкобсом. Цей непростий для обох боксерів поєдинок тривав усі 12 раундів і закінчився перемогою розділеним рішенням суддів для  Даніеля Джейкобса (35-2, 29 КО).

### Дерев'янченко проти Головкіна
13 квітня 2019 року Дерев'янченко у поєдинку з уродженцем Еквадору, який в боксі представляв Німеччину, Джеком Кулкаєм (25-4, 13 КО) переміг одноголосним рішенням суддів і знову здобув звання обов'язкового претендента на бій з чемпіоном світу по версії IBF у середній ваговій категорії, яким став після перемоги над Джейкобсом мексиканський боксер Сауль Альварес. Але команда  Альвареса не змогла домовитися з представниками Дерев'янченка у відведенний IBF термін, і  Альварес був  позбавлений титулу чемпіона. За вакантний титул чемпіона  Міжнародна боксерська федерація санкціонувала бій між Сергієм Дерев'янченко і Геннадієм Головкіним. Поєдинок відбувся 5 жовтня 2019 року у серці світового боксу на Madison Square Garden у Нью-Йорку. Незважаючи на те, що Дерев'янченко вже в першому раунді пропустив атаку супротивника і опинився в нокдауні, а у другому отримав неприємне розсічення над правим оком, він в подальшому нав'язав Головкіну такий бій, якого у того не було ні з Саулем Альваресом, ні з Даніелем Джейкобсом. Стільки, скільки Головкін пропустив від Дерев'янченко, він не пропускав ні від кого. Судді після бою одноголосно віддали перемогу Головкіну - 114-113 і двічі 115-112, але під час переможної промови Головкіна після поєдинку він був освистаний уболівальниками.

### Дерев'янченко проти Джермалла Чарло
26 вересня 2020 року відбувся бій між Сергієм Дерев'янченко і непереможним чемпіоном світу за версією WBC в середній вазі американцем Джермаллом Чарло. Українець показав дуже хороший бокс і жагу до перемоги, але і з третьої спроби не зумів перемогти у титульному бою, поступившись одностайним рішенням суддів.

### Дерев'янченко проти Мунгуї
10 червня 2023 року у другій середній вазі зустрівся в бою з непереможним ексчемпіоном світу Хайме Мунгуєю (Мексика). Бій вийшов напруженим. У п'ятому раунді українець мав шанс завершити поєдинок достроково, але не зумів дотиснути суперника, який вистояв, а у дванадцятому раунді надіслав Сергія в нокдаун, вирвавши перемогу за очками.

### Дерев'янченко проти Мбіллі
17 серпня 2024 року зустрівся в бою з Крістіаном Мбіллі (Франція). Незважаючи на передматчові обіцянки француза, що він стане першим, хто достроково зупинить українця, поєдинок тривав весь відведений час і закінчився перемогою Мбіллі одностайним рішенням.

### Таблиця боїв
| 15 перемог (10 нокаутом, 5 за рішення суддів), 6 поразок (0 нокаутом, 6 за рішення суддів) |          |                        |         |                |        |         |      |                   |                                                       | |
| Результат                                                                                  | Рекорд   | Суперник               | П—П—Н   | Останні 6 боїв | Спосіб | Раунд   | Час  | Дата              | Місце проведення                                      | Примітки |
| Поразка                                                                                    | 15(10)—6 | Крістіан Мбіллі-Ассомо | 27—0    |                | UD     | 10      |      | 17 серпня 2024    | Videotron Centre, Квебек, Квебек, Канада              | бій за титули WBC Contintental Americas та WBA International (90—100, 91—99, 92—98)                                   |
| Перемога                                                                                   | 15(10)—5 | Вон Александер         | 18-11-1 |                | UD     | 10 (10) |      | 20 квітня 2024    | Барклайс-центр, Бруклін, Нью-Йорк                     | (100—89, 100—89, 100—89)                                                                                              |
| Поразка                                                                                    | 14(10)—5 | Хайме Мунгуя           | 41—0    |                | UD     | 12      |      | 10 червня 2023    | Toyota Arena, Онтаріо, Каліфорнія, США                | бій за вакантний титул WBC Silver (112—115, 113—114, 113—114)                                                         |
| Перемога                                                                                   | 14(10)—4 | Джошуа Конлі           | 17—3—1  |                | UD     | 10 (10) |      | 30 липня 2022     | Барклайс-центр, Бруклін, Нью-Йорк                     | (98—92, 99—91, 99—91)                                                                                                 |
| Поразка                                                                                    | 13(10)—4 | Карлос Адамес          | 20—1    |                | MD     | 10 (10) |      | 5 грудня 2021     | Стейплс-центр, Лос-Анджелес, США                      | |
| Поразка                                                                                    | 13(10)—3 | Джермалл Чарло         | 30—0—0  |                | UD     | 12 (12) |      | 26 вересня 2020   | Mohegan Sun Casino, Анкасвілл, США                    | бій за титул чемпіона світу WBC (112—116, 111—117, 110—118)                                                           |
| Поразка                                                                                    | 13(10)—2 | Геннадій Головкін      | 39—1—1  |                | UD     | 12 (12) |      | 5 жовтня 2019     | Медісон-сквер-гарден, Нью-Йорк, США                   | бій за вакантні титули чемпіона світу IBF і IBO (112—115, 112—115, 113—114) Дерев'янченко в нокдауні в першому раунді |
| Перемога                                                                                   | 13(10)—1 | Джек Кулкай            | 25—3—0  |                | UD     | 12 (12) |      | 13 квітня 2019    | Minneapolis Armory, Міннеаполіс, США                  | (116—112, 116—112, 115—113)                                                                                           |
| Поразка                                                                                    | 12(10)—1 | Даніель Джейкобс       | 34—2—0  |                | SD     | 12 (12) |      | 27 жовтня 2018    | Медісон-сквер-гарден, Нью-Йорк, США                   | бій за вакантний титул чемпіона світу IBF (114—113, 112—115, 112—115)                                                 |
| Перемога                                                                                   | 12(10)—0 | Дашон Джонсон          | 22—22—0 |                | RTD    | 6 (12)  | 3:00 | 3 березня 2018    | Барклайс-центр, Бруклін (Нью-Йорк), США               | |
| Перемога                                                                                   | 11(9)—0  | Туреано Джонсон        | 20—1—0  |                | ТКО    | 12 (12) | 0:40 | 25 серпня 2017    | Buffalo Run Casino, Маямі (Оклахома), США             | |
| Перемога                                                                                   | 10(8)—0  | Кемал Расел            | 10—0—0  |                | ТКО    | 5 (10)  | 1:06 | 14 березня 2017   | Fitzgerald's Casino & Hotel, Міссісіпі, США           | |
| Перемога                                                                                   | 9(7)—0   | Сем Соліман            | 44—13—0 |                | ТКО    | 2 (12)  | 2:41 | 21 липня 2016     | Foxwoods Resort, Коннектикут, США                     | |
| Перемога                                                                                   | 8(6)—0   | Майк Гай               | 8—1—1   |                | ТКО    | 2 (12)  | 2:41 | 15 березня 2016   | Robinson Rancheria Resort and Casino, Каліфорнія, США | |
| Перемога                                                                                   | 7(5)—0   | Джессі Ніклов          | 25—7—3  |                | ТКО    | 3 (8)   | 2:18 | 14 листопада 2015 | Aviator Sports Complex, Нью-Йорк, США                 | |
| Перемога                                                                                   | 6(4)—0   | Елвін Аяла             | 28—6—1  |                | UD     | 8 (8)   |      | 7 серпня 2015     | Bally's Atlantic City, Атлантик-Сіті, США             | (80—72, 80—71, 80—71)                                                                                                 |
| Перемога                                                                                   | 5(4)—0   | Алан Кампа             | 13—2—9  |                | ТКО    | 4 (8)   | 1:46 | 10 квітня 2015    | Aviator Sports Complex, Нью-Йорк, США                 | |
| Перемога                                                                                   | 4(3)—0   | Владін Біоссе          | 15—5—2  |                | ТКО    | 2 (8)   | 1:42 | 20 лютого 2015    | Hilton Westchester, Нью-Йорк, США                     | |
| Перемога                                                                                   | 3(2)—0   | Рауль Муноз            | 23—16—1 |                | КО     | 1 (6)   | 2:50 | 12 грудня 2014    | UIC Pavilion, Чикаго, Іллінойс, США                   | |
| Перемога                                                                                   | 2(1)—0   | Лаатеквей Гаммонд      | 21—7—0  |                | UD     | 4 (4)   |      | 1 жовтня 2014     | Barker Hangar, Каліфорнія, США                        | (40—34, 40—33, 40—33)                                                                                                 |
| Перемога                                                                                   | 1(1)—0   | Кромвел Гордон         | 4—10—0  |                | RTD    | 2 (6)   | 3:00 | 23 липня 2014     | BB King Blues Club & Grill, Нью-Йорк, США             | |